# شالوم هارلو
شالوم هارلو هي عارضة وممثلة كندية، ولدت في 5 ديسمبر 1973 في كندا.

## أعمال

### أفلام
- (2001) سماء الفانيلا[5]
- (2003) كيف تخسرين رجلا في 10 أيام[6]

## وصلات خارجية
- شالوم هارلو على موقع IMDb (الإنجليزية)
- شالوم هارلو على موقع ألو سيني (الفرنسية)
- شالوم هارلو على موقع أول موفي (الإنجليزية)
- شالوم هارلو على موقع قاعدة بيانات الأفلام السويدية (السويدية)
- شالوم هارلو على موقع إن إن دي بي (الإنجليزية)
- شالوم هارلو على موقع قاعدة بيانات الفيلم (الإنجليزية)
- شالوم هارلو على موقع كينوبويسك (الروسية)
- شالوم هارلو على موقع دليل عارضات الأزياء (الإنجليزية)